# 天草大王
天草大王（あまくさだいおう）は、日本最大級の地鶏。雄鶏の中には体高が90センチメートルに育つものものいる。

## 概要
かつて、熊本県の天草地方で飼育されていたニワトリで、明治時代の初期から大正時代にかけて博多水炊き用の鶏肉として人気を博した。その後、不況から博多水炊きの需要減もあって昭和初期に絶滅した。
2000年代に熊本県で10年をかけて復活させた。このことから「幻の地鶏」とも呼ばれる。
2023年時点では、天草エリアだけで年間7万羽を出荷する。
熊本県立天草拓心高等学校本渡校舎では、2024年に天草大王のひな150羽を導入し、同校生物生産科の生徒による飼育実習が行われている。熊本県内の高校が肉用鶏として天草大王を扱うのは初めてであり、同校も豚や牛の飼育は行っているが、鶏の飼育は前々身である熊本県立天草農業高等学校時以来の30年ぶりとなる。

## 特徴
通常のブロイラーと比べると飼育期間は長い。通常の2倍に当たる100日以上とされる。
独特の歯ごたえと旨味がある。上質な出汁が取れる。
『養鶏大辞典』（1963年、養鶏之日本社）などの文献に依れば、昭和初期に絶滅した天草大王は「明治中期頃中国から輸入されたランシャン種をもとに、天草地方で食肉用として極めて大型に改良されたもの」である。当初は軍鶏と似た姿だったが、次第に変化して単冠となり、ランシャン種に似た体型となった。体長は名古屋種の倍ほどあって、大型の雄は背丈が90センチメートルになり、体重は6375グラムから6750グラムに達する個体もあった。

## 復活への道程
熊本県には天草大王を含めて「肥後五鶏」と呼ばれるニワトリがあったが、天草大王のみが絶滅したままであった。そのため、1992年より天草大王の復元に着手し、2001年に復元が完了した。
日本においては、天草大王の原種とされるランシャン種の飼育は第二次世界大戦後に途絶えており、1992年にアメリカ合衆国アイオア州のMcMURRAY HATCHAERY社よりランシャン種の初生雛を黒色種50羽と白色種50羽を購入する。輸入したランシャン種を飼育して成鶏に育てた後、平均体重が大きい白色種を選別し、これらに熊本県内産の黒色軍鶏と福岡県産の赤笹種をシャモ系統とし、大型バフ色の熊本コーチンをコーチン系統としてそれぞれランシャン種と交配させたF1種同士を交配させた。発育と羽色に重点を置いて選抜交配を繰り返し、第7世代となる2000年には成鶏の平均体重が雄5270グラム、雌4435グラム（最大個体の体重は雄6700グラム、雌5600グラム）というランシャン、軍鶏、熊本コーチンの3品種の体重を遙かに上回り、文献上の最大成鶏体重6375グラムから6780グラムに達したことで、復元を完了とした。

### 肉用鶏としての開発
復元された天草大王であるが、天草大王の雄と雌とでは、あまりに大型なため産卵率が低く、ヒナの生産性が低い。そのため、肉用鶏としての生産性を高めるため、天草大王の雄と交配する母系統の鶏として、羽色が天草大王と似ていて、強健で増体性に優れ、さらには産卵率も良い大型母系統の鶏の造成が要望された。
天草大王の復元研究と併せて、こうの雌系統鶏が開発され、2003年に「九州ロード」と名付けられた。
九州ロードは熊本コーチンや天草大王の雄と交配することで、高品質の肉用鶏を生産するのに利用されるが、九州ロード純粋種でも産肉量が多く、赤玉を多産する。
なお、肉用鶏としての「天草大王」とはこの九州ロードの雌との交配種であり、この時の雄のほうは混乱を避けるために「原種天草大王」と呼ばれる。

### 発育性向上
コレシストキニンA受容体遺伝子が「A型」を持つ比内鶏を父に持つ比内地鶏は発育性が向上することが2012年に判明したが、同様のことが奥美濃古地鶏、天草大王、みやざき地頭鶏でも確認された。
熊本県農業研究センター畜産研究所では原種天草大王および九州ロードに対し、遺伝子選抜を行い「A型」に完全に固定した種鶏群を造成した。従来の天草大王と「A型」完全固定の天草大王とでは出荷時平均体重の比較で、雌で222.0g（6.7%）の増加、雄で126.6g（3.3%）の増加が確認された。